# Ганч, Артур Рудольф
Артур Рудольф Ганч (7 марта 1857, Дрезден — 14 марта 1935, Дрезден) — немецкий химик-органик, профессор.

## Биография
Родился в Дрездене. Окончил Дрезденский университет (1879). Работал в Вюрцбургском университете (1880). Профессор Цюрихского политехнического института (с 1882), Вюрцбургского (с 1893) и Лейпцигского (1903-1927) университетов.
Ганчем заложены важные основы для синтеза гетероциклических соединений азота и стереохимии соединений азота. Также занимался исследованиями электрохимии и спектроскопии органических соединений.
В 1882 году открыл реакцию получения производных пиридина циклоконденсацией эфиров β-кетокислот с альдегидами и кетонами и аммиаком (синтез пиридинов по Ганчу). Синтезировал тиазол (синтез тиазолов по Ганчу) (1890), имидазол, оксазол и селенозол. В 1890 году открыл реакцию образования пирольного кольца при конденсации ацетоуксусного эфира, α-хлоркетонов и аммиака или аминов (синтез пиролей по Ганчу).
Совместно с Альфредом Вернером установил в 1890 году структуру азотсодержащих соединений типа оксимов и азобензолов выдвинул (1890) теорию стереоизмерения молекул, содержащих двойную связь азот—углерод; существование двух изомеров монооксидов объяснил как случай геометрической изомерии. Доказал (1894), что диазосоединения могут существовать в виде «син-» и «анти-» форм. Был приверженцем концепции, согласно которой свойства кислот зависят от их взаимодействия с растворителями. Выдвинул в 1923 году теорию псевдокислот и псевдооснов.